# 基因连锁群
基因连锁群（简称连锁群）是位于一個染色体上的所有基因。同一染色体上的基因受到遗传连锁的影响，更容易整体传给下一代，而不符合孟德尔自由组合定律。個體基因连锁群的数目和染色体的對數相等。例如果蝇有4對染色體，基因连锁群的数目即為4，因為要由共軛的一對基因控制同一種性狀。
例如人类红绿色盲，红色盲和绿色盲基因都位于X染色体上，因此它们有很大概率会同时传给下一代。